# University (Missisipi)
University – jednostka osadnicza w Stanach Zjednoczonych, w stanie Missisipi, w hrabstwie Lafayette.